# Dârlos
Dârlos es una comuna ubicada en el distrito de Sibiu, Rumania.

## Superficie
Posee una superficie de 40,10 kilómetros cuadrados.

## Demografía
Hasta 2021 la población era de 2615 habitantes, con una densidad de población de 65,21 habitantes por kilómetro cuadrado.